# Pop Plinn
Pistes de À l'Olympia
The foggy dew Tha mi sgìth
Pop-Plinn est un air traditionnel d'une danse bretonne transformé en musique pop par Alan Stivell en 1971. La danse Plinn est une danse rapide et physique où le danseur effectue deux petits sauts en tenant le bras de ses voisins. La dañs tro plinn est issue du pays Fañch au sud des Côtes-d'Armor, qualifié de pays Plinn pour situer la danse. La musique pop (« populaire ») issue du rock 'n' roll met plus l'accent sur les mélodies et les harmonies et désignait un rock « soft ». Alan Stivell rêvait depuis longtemps d'une passerelle entre ces deux mondes, la musique anglo-saxonne folk-rock et la musique celtique-bretonne. Il donne ainsi naissance au rock celtique.

## Historique
Lorsqu'Alan Stivell jouait en couple de sonneurs biniou-bombarde avec Youenn Sicard, il fut marqué par l'influence d'Étienne Rivoallan et Georges Cadoudal (à Bourbriac) pour le style Plin et de Loeiz Ropars, à Poullaouen pour le chant en tuilage appelé kan ha diskan. Dans certains festoù-noz des pays Plinn et Fisel, il y découvre une véritable « transe tribale », le fait de marteler toujours ce même rythme lancinant pendant des heures, et dans le « pur jus ». Il alternait la danse et le binioù-bras. C'est là qu'il entend, pour la première fois, des airs à danser purement ou presque pentatoniques, la révélation de thèmes les plus archaïsants (d'un cousinage d'ailleurs le plus évident avec les Highlands) et le Donegal, ceci notamment avec les frères Morvan. Ses premières rencontres avec les sœurs Goadec sont déterminantes. Son berceau familial se trouve également en Haute-Cornouaille (à Gourin), à la lisière même de cette zone des « Monts » où la dañs plinn a pris naissance.
Dans les années 1960, quand il sonnait, par exemple, la « suite plin » d’Etienne Rivoallan avec Youenn Sicard, ou quand il écrivait ses arrangements pour le bagad Bleimor, il commençait à imaginer des futurs morceaux comme Pop-Plinn. Pour celui-ci, comme pour les précédents ou les suivants, il a d’abord écrit l’arrangement bombarde, harpe, guitare, clavier, basse, batterie. Il considérait comme important de ne pas se laisser coller l'image d'un « barde romantique » ou « nostalgique », dont on l’a malgré tout parfois affublé. Il était porté en son intérieur par l'explosion juvénile d'une musique pop et les technologies du futur. Mais plus il s'avançait loin dans le modernisme de l'expression, plus il lui était nécessaire de s'enraciner profondément dans la tradition, de l'identifier, la maîtriser et garder son caractère propre. La démarche pour le prestige de la musique bretonne, la seule pour mettre en relief le celtisme, était de choisir des airs de danses bretons très anciens qui se prêtaient le mieux à une interprétation au jeu de la guitare électrique et de l'instrumentation dans le style pop.

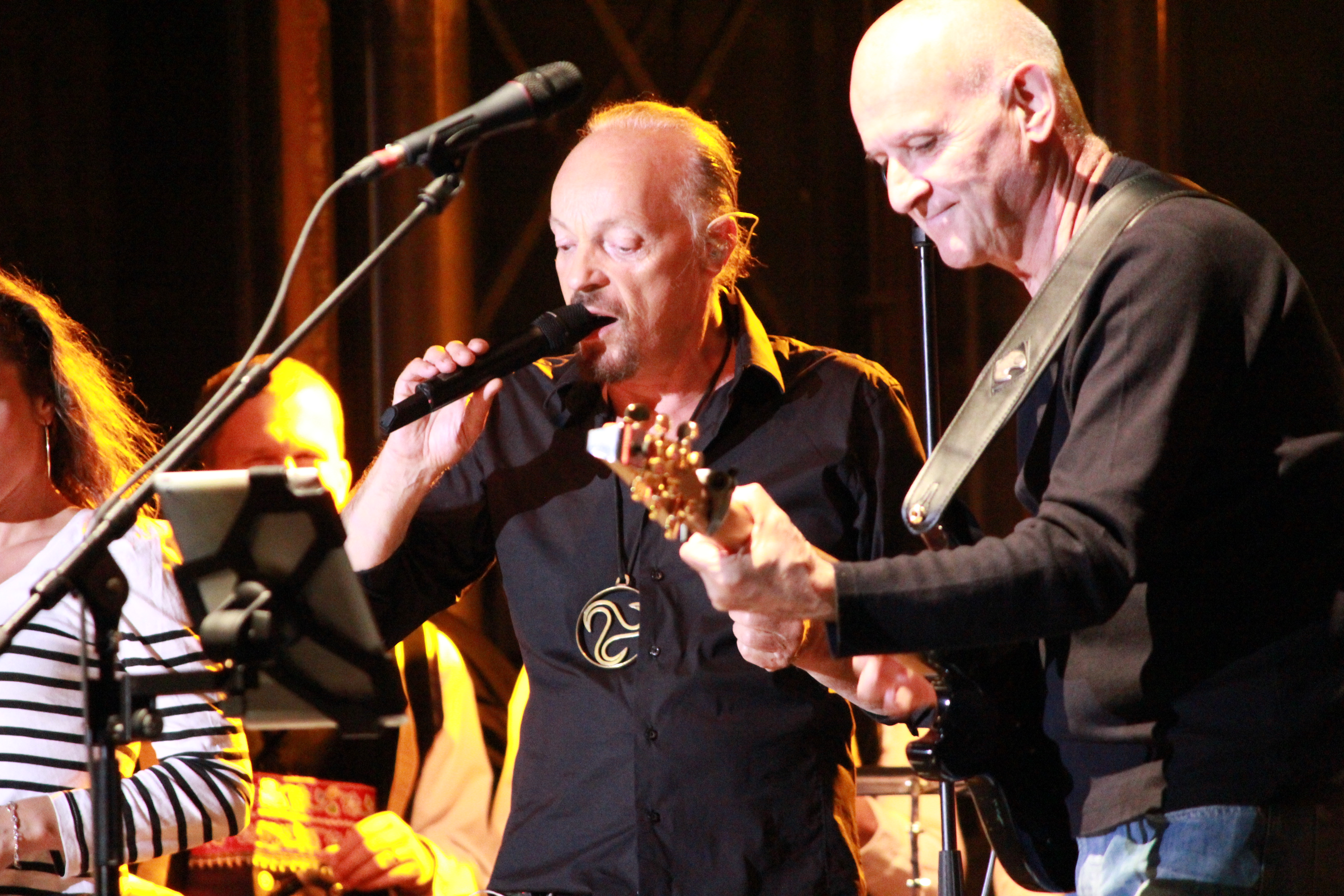
Alan Stivell fait appel à la guitare électrique de Dan ar Braz pour jouer le thème dansant breton.

Courant 1971, il fait appel à plusieurs musiciens issus de la musique folk : Gabriel Yacoub, René Werner, Gilles Tynaire, etc. À la fin de l’année, Dan Ar Braz revient avec Michel Santangeli, deux musiciens d'influences rock. Alan expliquait oralement son morceau à chacun des musiciens qui ne lisaient pas ou n’aimaient pas trop le faire. Le contexte du rock laissait plus de liberté d’interprétation que le classique. Cela donnait aussi une vitalité plus naturelle ; l’un ou l’autre pouvait éventuellement suggérer une idée, comme celle de Dan de doubler la phrase A du premier plinn (c’était déjà une chose qui se faisait parfois dans les gavottes traditionnelles). La profonde connaissance qu'avait Alan des rythmes populaires et de la musicologie celtique dicta son choix avec sûreté. La très ancienne danse bretonne qui s'y prêtait le mieux était la « dañs plinn » de Haute-Cornouaille (Kreiz Breizh). Alors Alan créa la « pop-plinn ».
La sortie du 45 tours fin 1971-début 1972 provoque un électrochoc. Pour la première fois, le monde découvre de la guitare électrique jouant de la musique traditionnelle bretonne arrangée de façon pop et l'auditeur breton prend conscience que sa musique peut être moderne et appréciée des autres. Cette composition est programmée en radio et même utilisée pour un générique d'une émission d'Europe 1, selon Alan Stivell, vers décembre 1971. Pour Loeiz Guillamot, journaliste à France Bleu Breizh Izel, ce morceau a provoqué un bouleversement : « C'est la guitare de Dan ar Braz, c'est le Pop plinn façon Jimi Hendrix qui a fait décoller Stivell. On découvre que l'on peut écouter de la musique bretonne autrement qu'à travers un biniou et une bombarde. Et là c'est le mur de Berlin qui tombe. Il faut se rendre compte d'une chose, c'est que la musique bretonne a finalement toujours vécu avec son temps, et je crois que les années 1950 ont été les années de l'électrification des campagnes en Bretagne, et la musique a suivi ».
Le disque contraste avec la sortie quasi simultanée de son 33 tours instrumental aux accents celtiques classiques, Renaissance de la harpe celtique. En touchant un large public, après l'Olympia de 1972, Pop Plinn bouleverse les idées reçues. Dans sa thèse, Patrice Elegoet commente : « Avec ce titre novateur, les radios commencent à le diffuser avec modération certes, mais on ne rit plus de sa musique. »
Le 16 mars 1999, lors du spectacle Bretagnes à Paris-Bercy pour la Saint-Patrick, Alan Stivell est rejoint sur le Pop Plinn devenu mythique par Dan Ar Braz et l'Héritage des Celtes pour la première fois depuis 27 ans. À l'Olympia le 16 février 2012, Dan est de nouveau sur scène pour reformer le duo.

## Composition et impact

### Aspects techniques du morceau
Pop Plinn comporte une intro à l'orgue et à la guitare électrique (jouée par Dan Ar Braz) avec pour mélodie celle du cantique breton de Noël, Pe trouz 'zo war an douar (« Quel est ce bruit sur la terre ? »). Ensuite, interviennent des solos de guitare, harpe, bombarde, percussions (tambours et caisse claire). Il s'instaure comme un dialogue entre la guitare et la harpe, inspiré du tuilage du kan ha diskan. Les arrangements d'Alan Stivell vont dans la direction pop-rock des années 1970, mais les instruments folks et la structure musicale situent l'instrumental dans la culture bretonne. Il revient sur sa démarche en 1979 dans son livre : « J'avais voulu frapper très fort, aller loin, et j'avais travaillé des mois pour préparer cette première tentative de rock celtique. ». Le « pont » est issu d'une reprise de la « Dañs Plinn » qu'il sonnait au Bagad Bleimor. Selon Robert Marot, le Plinn rappel par certains côtés les hillbilly des chanteurs appalachiens.

### Influence de la musique
Le morceau a permis de faire connaître le rythme plinn aux non initiés à la danse bretonne.
En 2019, pour ses 70 ans, le Bagad Kemper et le groupe de rock Red Cardell reprennent le titre sur leur album Nerzh arrangé par Stéven Bodénès le penn soner, mais sous le nom Un grain en rapport aux paroles ajoutées par Jean-Pierre Riou.
Pour les 50 ans de l'album À l'Olympia en 2022, Le Télégramme a interrogé plusieurs artistes bretons (Matmatah, Nolwenn Leroy, Red Cardell...) sur l'influence de l'album et du titre Pop Plinn sur leur répertoire.
En dehors de la France, l'impact s'est illustré sur les musiques de groupes folk. Le groupe de viking metal finlandais Ensiferum s'en inspire dans Lai Lai Hei.

## Discographie
- 1971 : The wind of Keltia (45 tours) - Alan Stivell
- 1972 : À l'Olympia - Alan Stivell
- 1993 : Again - Alan Stivell
- 1999 : collectif - Bretagnes à Bercy (double CD live)
- 2010 : Télérama - 60 ans de musique (12 CD, en ouverture du 1er CD)
- 2013 : 40th Anniversary Olympia 2012 - Alan Stivell